# Осек (Олькуський повіт)
Осек (пол. Osiek) — село в Польщі, у гміні Олькуш Олькуського повіту Малопольського воєводства.
Населення — 1748 осіб (2011).
У 1975-1998 роках село належало до Катовицького воєводства.

## Демографія
Демографічна структура станом на 31 березня 2011 року:
|          | Загалом | Допрацездатний вік | Працездатний вік | Постпрацездатний вік |
| -------- | ------- | ------------------ | ---------------- | -------------------- |
| Чоловіки | 852     | 167                | 588              | 97                   |
| Жінки    | 896     | 185                | 535              | 176                  |
| Разом    | 1748    | 352                | 1123             | 273                  |